# Torrejón de la Calzada
Torrejón de la Calzada är en kommun i Spanien.  Den ligger i den autonoma regionen Madrid, i den centrala delen av landet, 25 km söder om huvudstaden Madrid. Antalet invånare är 10 378 (2024).